# Kathrin Jansen
Kathrin U. Jansen (nacida en 1958) es una microbióloga e investigadora estadounidense, Jefa de Investigación y Desarrollo de Vacunas en Pfizer. Anteriormente, dirigió el desarrollo de la vacuna contra el virus del papiloma humano (VPH) y la vacuna contra el neumococo, y está trabajando con BioNTech para crear una vacuna COVID-19, que se encuentra en la última fase del ensayo.

## Biografía
Jansen nació en Erfurt y creció en Alemania del Este. Con frecuencia se encontraba mal cuando era niña y sufrió varias infecciones de garganta. El tratamiento médico que recibía de su padre (antibióticos, codeína) la inspiró a dedicarse al desarrollo de fármacos. Su familia huyó a Alemania Occidental antes de que se construyera el Muro de Berlín. Para transportar a Jansen a través de la frontera, su tía fingió que era su hija y le dio unas pastillas para dormir para que no se despertara y le dijera la verdad a la patrulla fronteriza. Finalmente, estudió biología en la Universidad de Marburg, con la esperanza de trabajar en la industria farmacéutica. Mientras era estudiante, Rudolf K. Thauer llegó a la universidad y estableció un departamento de microbiología. Jansen completó su doctorado en la Universidad de Marburg, donde estudió la trayectoria química de las bacterias. Tras doctorarse, Jansen se trasladó a la Universidad de Cornell con una beca para doctores de la Fundación Alexander von Humboldt para investigar la función del receptor de acetilcolina con George Paul Hess. En particular, Jansen se centró en biología molecular y en las manifestaciones como receptores neuronales de múltiples subunidades de la levadura. 

## Investigación y carrera
Jansen estaba fascinada por el desarrollo de nuevos productos farmacéuticos y quería regresar a Europa, por lo que se mudó a Ginebra para unirse al Instituto Glaxo de Biología Molecular. En el Instituto Glaxo de Biología Molecular, Jansen animó a los inmunólogos a crear un novedoso receptor para la inmunoglobulina E. Realizó prácticas en el laboratorio de David Bishop en la Universidad de Oxford, donde estudió la genética de células de insectos utilizando la familia de virus baculoviridae. 
En 1992, Jansen regresó a los Estados Unidos, donde se unió a la división de vacunas de Merck & Co. Se interesó en producir vacunas y comenzó a trabajar en relación con la infección por el virus del papiloma humano. Poco después, Jian Zhou e Ian Frazer comenzaron a trabajar en la vacuna contra el virus del papiloma humano, planteando que las proteínas de partículas similares al virus de la infección por el virus del papiloma humano podrían autoensamblarse en algo que podría utilizarse como vacuna. Jansen propuso que la vacuna se elaborara con levadura, un sustrato que Merck & Co. había utilizado anteriormente para la vacuna contra la hepatitis B. Se requirieron varias innovaciones para garantizar que la levadura no degradara las partículas similares a los virus evitando su agregación. Jansen logró convencer a Edward Scolnick de que valía la pena trabajar en la vacuna experimental y comenzó a hacer los ensayos. Jansen trabajó con Laura Koutsky en la Universidad de Washington en la dirección de determinados estudios de historia natural que orientaron los ensayos clínicos de fase 2. En 2002 se demostró que la vacuna era efectiva al 100%, y Jansen abandonó Merck & Co. sabiendo que la vacunación sería un éxito.
Se incorporó a VaxGen en 2004, donde fue nombrada directora científica. En 2006, Jansen abandonó VaxGen para unirse a Wyeth Pharmaceuticals en 2006, donde fue responsable del descubrimiento de varias vacunas. Aquí desarrolló la vacuna conjugada del neumococo (Prevnar-13). En 2010, Jansen fue nombrada profesora adjunta de la Universidad de Pensilvania. 
A Jansen le preocupa el aumento de la controversia sobre las vacunas. En una conferencia en Pfizer en 2019, dijo: “No sé qué motiva a una persona a ignorar los hechos científicos. Como científicos, es nuestra obligación rectificar la información errónea y proporcionar hechos sobre aquello que sabemos y aquello que no sabemos”.
Durante la pandemia de COVID-19, Jansen supervisó el desarrollo de una vacuna de Pfizer frente a la COVID-19. Consideró cuatro candidatos potenciales, antes de unirse a BioNTech para tener mayores probabilidades de identificar una vacuna con el mayor potencial. Para probar la eficacia, Jansen y Pfizer están trabajando bajo la supervisión de la Administración de Drogas y Alimentos y están llevando a cabo un estudio con 30.000 pacientes. En julio de 2020, Jansen anunció resultados positivos en sus ensayos clínicos, lo que resultó en un aumento en el precio de las acciones de Pfizer. El 9 de noviembre de 2020, BioNTech y Pfizer publicaron nuevos datos sobre la vacuna que están desarrollando, señalando que ofrece un nivel de protección del 90% contra la Covid-19.

## Publicaciones seleccionadas
- Aubry, Jean-Pierre; Pochon, Sibylle; Graber, Pierre; Jansen, Kathrin U.; Bonnefoy, Jean-Yves (1992). «CD21 is a ligand for CD23 and regulates IgE production». Nature (en inglés) 358 (6386): 505-507. Bibcode:1992Natur.358..505A. ISSN 1476-4687. PMID 1386409. doi:10.1038/358505a0.

- Jansen, Kathrin U.; Rosolowsky, Mark; Schultz, Loren D.; Markus, Henry Z.; Cook, James C.; Donnelly, John J.; Martinez, Douglas; Ellis, Ronald W. et al. (1 de enero de 1995). «Vaccination with yeast-expressed cottontail rabbit papillomavirus (CRPV) virus-like particles protects rabbits from CRPV-induced papilloma formation». Vaccine (en inglés) 13 (16): 1509-1514. ISSN 0264-410X. PMID 8578834. doi:10.1016/0264-410X(95)00103-8.

- Koutsky, Laura A.; Ault, Kevin A.; Wheeler, Cosette M.; Brown, Darron R.; Barr, Eliav; Alvarez, Frances B.; Chiacchierini, Lisa M.; Jansen, Kathrin U. (21 de noviembre de 2002). «A Controlled Trial of a Human Papillomavirus Type 16 Vaccine». New England Journal of Medicine 347 (21): 1645-1651. ISSN 0028-4793. PMID 12444178. doi:10.1056/NEJMoa020586.